# NGC 4774
NGC 4774 este o galaxie situată în constelația Câinii de Vânătoare. A fost descoperită în 17 martie 1787 de către William Herschel.